# Insulivitrina machadoi
Insulivitrina machadoi é uma espécie de gastrópode  da família Vitrinidae.
É endémica de Espanha.